# Капеле (Брежице)
Капеле (словен. Kapele) — поселення в общині Брежиці, Споднєпосавський регіон, Словенія. Висота над рівнем моря: 219,6 м.